# Municipio de Spruce (Misuri)
El municipio de Spruce (en inglés: Spruce Township) es un municipio ubicado en el condado de Bates en el estado estadounidense de Misuri. En el año 2010 tenía una población de 330 habitantes y una densidad poblacional de 3,52 personas por km².

## Geografía
El municipio de Spruce se encuentra ubicado en las coordenadas 38°20′32″N 94°7′37″O / 38.34222, -94.12694. Según la Oficina del Censo de los Estados Unidos, el municipio tiene una superficie total de 93.67 km², de la cual 93,4 km² corresponden a tierra firme y (0,29 %) 0,27 km² es agua.

## Demografía
Según el censo de 2010, había 330 personas residiendo en el municipio de Spruce. La densidad de población era de 3,52 hab./km². De los 330 habitantes, el municipio de Spruce estaba compuesto por el 98,79 % blancos, el 0,3 % eran amerindios y el 0,91 % eran de una mezcla de razas. Del total de la población el 2,42 % eran hispanos o latinos de cualquier raza.